# Fabrice Defferrard
Fabrice Defferrard, né le 6 juillet 1966 à Épernay, est un écrivain, juriste et universitaire français. Il enseigne le droit à l'université de Reims Champagne-Ardenne et il exerce également la fonction de directeur éditorial aux Éditions Mare & Martin à Paris.

## Biographie
Né en 1966 à Epernay, Fabrice Defferrard enseigne le droit à l'université de Reims Champagne-Ardenne. Il exerce également la fonction de directeur éditorial aux Éditions Mare & Martin à Paris et il est membre de la Société des gens de lettres et membre fortuit de l'OUDROPO, (Ouvroir de droit potentiel de l'Université Paris 1 Panthéon-Sorbonne).
En juin 2015, il remporte le prix Olivier-Debouzy, prix de l'agitateur des idées juridiques, pour son essai intitulé Le droit selon Star Trek, paru aux Editions Mare & Martin,,. L'année suivante, à l'occasion du cinquantenaire de Star Trek, il participe à une web-série de 10 épisodes intitulée Téléportation 2161 - Kirk, Spock et nous, imaginée par Paul-Hervé Berrebi et Lauréline Amanieux, mise en ligne sur Arte Creative le 5 septembre 2016.
En octobre 2019, dans la même veine, il publie aux Éditions Mare & Martin un essai intitulé La pensée juridique de Sheldon Cooper (ou Comment faire du droit avec The Big Bang Theory), inspiré de la sitcom américaine The Big Bang Theory et de sa série dérivée Young Sheldon.
En avril 2021, toujours aux Éditions Mare & Martin, il publie un nouvel ouvrage intitulé Les lois de Michel Audiard,, inspiré de l'oeuvre du dialoguiste, scénariste et réalisateur Michel Audiard.

## Publications

### Romans ou nouvelles
- Snuff movies - Chroniques de la Cité-Monde IV, roman, coll. Atlantéïs, éditions Ex Æquo, 2024.
- Contes en noir et nouvelles en rouge, nouvelles, L’Herbe rouge, 2024.
- Les deshumains – Chroniques de la Cité-Monde III, nouvelles, coll. Atlantéïs, éditions Ex Æquo, 2023.
- Androïcides – Une chronique de la Cité-Monde, nouvelles, coll. Atlantéïs, éditions Ex Æquo, 2022.
- La Machine à fabriquer du silence – Chroniques de la Cité-Monde II, roman, coll. Atlantéïs, éditions Ex Æquo, 2022.
- Criminodroïdes – Chroniques de la Cité-Monde, nouvelles, coll. Atlantéïs, éditions Ex Æquo, 2022.
- Avant la guerre, roman, Paris, Éditions Thélès, 2012[13].
- Gilles Fresnay, décédé, roman, Paris, Éditions Thélès, 2007.
- Un voyage à Marienbad (roman), suivi de Petites nouvelles de l'université et d'ailleurs, Paris, Éditions de l'Officine, 2003.

### Essais ou ouvrages universitaires
- Aux frontières de la science-fiction et du droit, coll. Libre Droit, Editions Mare & Martin, 2025.
- Les lois de Michel Audiard - Liberté, Fraternité, Egalité, coll. Droit & Cinéma, Editions Mare & Martin, 2021.
- La pensée juridique de Sheldon Cooper ou Comment faire du droit avec The Big Bang Theory, coll. Droit & Cinéma, Editions Mare & Martin, 2019.
- Le droit saisi par la science-fiction (ouvrage collectif, sous la dir. de Fabrice Defferrard), coll. Libre Droit, Editions Mare & Martin, 2017.
- Le suspect dans le procès pénal, 2e éd., coll. Droit privé & sciences criminelles, Editions Mare & Martin, 2017 (1re édition chez LGDJ, coll. « Systèmes », 2005).
- Le droit selon Star Trek, coll. Libre Droit, Editions Mare & Martin, 2015 (Prix Olivier Debouzy).
- Les principes du procès pénal équitable en droit afghan (ouvrage collectif, publication de l'Institut Max Planck de Heidelberg et de l'Institut international de Paris-La Défense), 2006.
- La suspicion légitime, LGDJ, coll. « Bibliothèque de droit privé », tome 332, 2000.